# Dedukcija
Dedukcija je logička metoda. To je oblik posrednog zaključivanja kod kojeg se zaključeni sud izvodi od općeg k posebnom ili pojedinačnom. Kada deduktivni zaključak ima točno dvije premise (polazni sud) i konkluziju on se naziva silogizam. U zavisnosti od toga od kakvih je sudova građen može biti: kategorički, hipotetički i disjunktivni. Najčešći oblik silogizma je "kategorički silogizam", on je građen od tri kategorička suda, na primjer:
Svi ljudi(M) su živa bića(P)
Hrvati(S) su ljudi(M)
________________________
Hrvati(S) su živa bića(P)
Ovaj zaključak se sastoji točno iz tri suda i tri različita pojma. Pojmovi se razlikuju po obujmu. Pojam koji ima najširi obujam se naziva terminus maior-P, pojam s najužim obujmom naziva se terminus minor-S, pojam sa srednjim obujmom terminus medius-M.
Kategorički silogizam ima četiri osnovne figure koje zavise od položaja srednjeg termina:
1. MP i SM = SP
2. PM i SM = SP
3. MP i MS = SP
4. PM i MS = SP

## Relevantni članci
- Logika
- Metodologija
- Indukcija